# Эппле, Мария
Мария Эппле-Бек (нем. Maria Epple-Beck; род. 11 марта 1959, Зег) — немецкая горнолыжница, специалистка по скоростному спуску и гигантскому слалому. Выступала за сборную Западной Германии по горнолыжному спорту в 1975—1986 годах, чемпионка мира, победительница 5 этапов Кубка мира, участница трёх зимних Олимпийских игр.

## Биография
Мария Эппле родилась 11 марта 1959 года в коммуне Зег района Восточный Алльгой, ФРГ. Проходила подготовку в местном одноимённом горнолыжном клубе TSV Seeg, тренировалась вместе со старшей сестрой Ирене, которая впоследствии тоже стала достаточно известной горнолыжницей.
В 1975 году вошла в основной состав западногерманской национальной сборной и дебютировала в Кубке мира, где на всех этапах неизменно попадала в десятку сильнейших.
Благодаря череде удачных выступлений удостоилась права защищать честь страны на зимних Олимпийских играх 1976 года в Инсбруке — заняла 23 место в скоростном спуске и 24 место в гигантском слаломе.
В 1977 году впервые поднялась на пьедестал почёта Кубка мира, выиграв серебряную медаль в гигантском слаломе на этапе во французском Валь-д’Изере.
Наибольшего успеха в своей спортивной карьере добилась в сезоне 1978 года, когда побывала на чемпионате мира в Гармиш-Партенкирхене и привезла оттуда награду золотого достоинства, выигранную в программе гигантского слалома. За это выдающееся достижение по итогам сезона была признана лучшей спортсменкой Германии.
Находясь в числе лидеров горнолыжной команды Западной Германии, Эппле благополучно прошла отбор на Олимпийские игры 1980 года в Лейк-Плэсиде — выступала здесь только в гигантском слаломе, расположившись в итоговом протоколе соревнований на восьмой строке.
В период 1981—1985 годов одержала победу на пяти этапах Кубка мира, выступила на Олимпийских играх 1984 года в Сараево, где на сей раз стала двенадцатой в слаломе и тринадцатой в гигантском слаломе. Принимала участие в мировом первенстве в Бормио, где показала в зачёте гигантского слалома седьмой результат. Продолжала выступать на различных международных соревнованиях вплоть до 1986 года, после чего приняла решение завершить карьеру профессиональной спортсменки, уступив место в сборной молодым немецким горнолыжницам.
Оставив большой спорт, проявила себя как косметолог, открыв собственный салон красоты. Замужем за немецким горнолыжником Флорианом Беком, в браке у них родились двое детей. Удостоена Серебряного лаврового листа, высшей спортивной награды Германии.